# Larbi Tabti
Larbi Tabti (sinh ngày 23 tháng 4 năm 1993 ở Oran) là một cầu thủ bóng đá người Algérie thi đấu cho USM Bel Abbès ở vị trí tiền vệ.

## Danh hiệu

### Câu lạc bộ
USM Bel Abbès
- Cúp bóng đá Algérie: 2018